# Banana Bowl
Der Banana Bowl ist ein World-Junior-Tennisturnier, das jährlich im Februar oder März auf Sandplatz in Brasilien stattfindet. Ursprünglich in São Paulo ausgetragen, hat das von der ITF durchgeführte Turnier über die Jahre innerhalb des Landes mehrmals den Standort gewechselt. Seit 2020 wird der Wettkampf in Criciúma abgehalten. Das Turnier gehört zusammen mit der Trofeo Bonfiglio, dem Osaka Mayor’s Cup, dem Yucatán Cup und dem Orange Bowl der international bedeutsamsten Serie der Grade-A-Turniere an und zählt damit gemeinsam mit den Nachwuchswettbewerben der vier Grand-Slam-Turniere zu den weltweit wichtigsten Tennisturnieren für Junioren und Juniorinnen. Zwischen 2007 und 2019 wurde die Banana Bowl in die darunter befindliche Kategorie Grade-1 zurückgestuft, zur fünfzigsten Auflage des Turniers im Jahr 2020 aber wieder in die Topkategorie aufgenommen.

## Geschichte
Gegründet wurde das Turnier 1968 auf einem Tenniskongress in Caracas zur Entwicklung des Sports in Südamerika. Der Name Banana Bowl ist dabei eine absichtliche symbolische Aneignung des Titels des prestigeträchtigsten US-amerikanischen Juniorentennisturnier Orange Bowl sowie dessen Übertragung auf eine den Kontinent repräsentierende Frucht. In der Folge war das Turnier an verschiedenen Orten in Brasilien beheimatet, darunter auch in Ribeirão Preto, São José do Rio Preto, São José dos Campos, Blumenau oder Rio de Janeiro. Zunächst südamerikanisch dominiert, traten seit den späten 1980er-Jahren vermehrt auch Spielerinnen und Spieler aus Nordamerika und Europa an. Nach zwischenzeitlicher Abwertung, gehört der Banana Bowl seit 2020 wieder zu den Turnieren der Grade-A-Kategorie, bei denen die internationale Weltspitze des Tennisnachwuchses zusammenkommt.

## Siegerliste
Auf der Liste der Sieger finden sich die Namen einiger späterer Grand-Slam-Gewinner im Einzel oder Doppel wie John McEnroe, Thomas Muster, Andy Roddick, Swetlana Kusnezowa oder Barbora Strýcová.
Seit 1969 waren folgende Spieler und Spielerinnen in der Kategorie der unter 18-Jährigen erfolgreich:

### Einzel
| Jahr                                 | Herren                  | Damen                       |
| ------------------------------------ | ----------------------- | --------------------------- |
| 1969                                 | Roberto Graetz          | Marlene Flues               |
| 1970                                 | Joaquim Rasgado         | Beatrice Chrystman          |
| 1971                                 | Roger Guedes            | Andrea Menezes              |
| 1972                                 | Víctor Pecci            | Elza Rodriguez              |
| 1973                                 | Flávio Arenzon          | Patrícia Medrado            |
| 1974                                 | Eddie Pinto             | Adriana Villagrán           |
| 1975                                 | Fernando Fontana        | Emilse Raponi               |
| 1976                                 | José Luis Clerc         | Viviane Locicero            |
| 1977                                 | John McEnroe            | Claudia Casablanca          |
| 1978                                 | Alejandro Ganzábal      | Claudia Casablanca          |
| 1979                                 | Raúl Viver              | Cláudia Monteiro            |
| 1980                                 | Roberto Argüello        | Graciela Pérez              |
| 1981                                 | Eduardo Oncins          | Helena Suková               |
| 1982                                 | Martín Jaite            | Helena Olsson               |
| 1983                                 | Bill Stanley            | Silvana Campos              |
| 1984                                 | Thomas Muster           | Silvana Campos              |
| 1985                                 | Franco Davín            | Patricia Tarabini           |
| 1986                                 | Gilbert Schaller        | Gisele Miró                 |
| 1987                                 | Alejandro Aramburu      | Maren Kemper                |
| 1988                                 | Patricio Arnold         | Andrea Vieira               |
| 1989                                 | Fernando Meligeni       | Florencia Labat             |
| 1990                                 | David Witt              | Petra Kučová                |
| 1991                                 | Johannes Unterberger    | Roberta Burzagli            |
| 1992                                 | Erik Casas              | Larissa Schaerer            |
| ↓ Banana-Bowl – Kategorie: Grade 2 ↓ |                         |                             |
| 1994                                 | Federico Browne         | Meilen Tu                   |
| ↓ Kategorie: Grade 1 ↓               |                         |                             |
| 1995                                 | Mariano Zabaleta        | Lilia Osterloh              |
| 1996                                 | Petr Kralert            | Lilia Osterloh              |
| 1997                                 | Luis Horna              | Sarah Taylor                |
| ↓ Kategorie: Grade A ↓               |                         |                             |
| 1998                                 | Fernando González       | Erica Krauth                |
| 1999                                 | Paul-Henri Mathieu      | Anikó Kapros                |
| 2000                                 | Andy Roddick            | Maria Emilia Salerni        |
| 2001                                 | Gilles Müller           | Swetlana Kusnezowa          |
| 2002                                 | Marcos Baghdatis        | Myriam Casanova             |
| 2003                                 | David Brewer            | Alissa Kleibanowa           |
| 2004                                 | Eduardo Schwank         | Alissa Kleibanowa           |
| 2005                                 | Leonardo Mayer          | Sharon Fichman              |
| 2006                                 | Albert Ramos Viñolas    | Alizé Cornet                |
| ↓ Kategorie: Grade 1 ↓               |                         |                             |
| 2007                                 | Ricardo Urzúa           | Tamaryn Hendler             |
| 2008                                 | Juan Vásquez Valenzuela | Ana Bogdan                  |
| 2009                                 | Yannik Reuter           | Camila Silva                |
| 2010                                 | Juan Sebastián Gómez    | Beatrice Capra              |
| 2011                                 | Mathias Bourgue         | Yuliana Lizarazo            |
| 2012                                 | Spencer Papa            | Anna Danilina               |
| 2013                                 | Johan Tatlot            | Louisa Chirico              |
| 2014                                 | Orlando Luz             | Aliona Bolsova Zadoinov     |
| 2015                                 | Orlando Luz             | Usue Maitane Arconada       |
| 2016                                 | Ulises Blanch           | Panna Udvardy               |
| 2017                                 | Marko Miladinović       | Whitney Osuigwe             |
| 2018                                 | Sebastián Báez          | María Camila Osorio Serrano |
| 2019                                 | Nicolás Álvarez Varona  | Diane Parry                 |
| ↓ Kategorie: Grade A ↓               |                         |                             |
| 2020                                 | Li Hanwen               | Elvina Kalleva              |
| 2021                                 | Shang Juncheng          | Océane Babel                |
| 2022                                 | Nishesh Basavareddy     | Lucie Havlíčková            |
| ↓ Kategorie: J500 ↓                  |                         |                             |
| 2023                                 | Jaroslaw Djomin         | Mayu Crossley               |
| 2024                                 | Oliver Bonding          | Kaitlyn Rolls               |
| 2025                                 | Andrés Santamarta Roig  | Thea Frodin                 |

### Doppel
| Jahr                                 | Herren                                | Damen                                     |
| ------------------------------------ | ------------------------------------- | ----------------------------------------- |
| 1969                                 | Ricardo Cano Roberto Graetz           |                                           |
| 1970                                 | Fabio Pontes Marcelo Meyer            | Nadja Sá Regina Ferreira                  |
| 1971                                 | Francisco Duenas Givaldo Barbosa      | Nadja Sá Andrea Menezes                   |
| 1972                                 | Flávio Avenzon Víctor Pecci           | Adriana Villagrán Susana Villaverde       |
| 1973                                 | Carlos Gatticker Carlos Lando         | Cristiane Brito Marília Matte             |
| 1974                                 | Luis Carlos Enck Eddie Pinto          | Cristiane Brito Patricia Medrado          |
| 1975                                 | José Luis Clerc Fernando Fontana      | Cecilia Barbat                            |
| 1976                                 | Larry Gottfried Jam Vinitsky          | Marcela Gregorio Viviane Locicero         |
| 1977                                 | John McEnroe Robert Van’t Hof         | Sandra Sabbagh Paola Sessarego            |
| 1978                                 | Cássio Motta Hugo Scott               | Claudia Casablanca Ivana Madruga          |
| 1979                                 | Klaus Oberparleiter Bernard Pills     | Cláudia Monteiro Helena Wappler           |
| 1980                                 | Renato Joaquim Paschoal Penetta       | Nuria Alasia Marlin Noriega               |
| 1981                                 | Dácio Campos Renato Joaquim           | Maria Cash Helena Suková                  |
| 1982                                 |                                       |                                           |
| 1983                                 |                                       | Silvana Campos Niege Dias                 |
| 1984                                 |                                       | Silvana Campos Niege Dias                 |
| 1985                                 |                                       |                                           |
| 1986                                 |                                       |                                           |
| 1987                                 | Alejandro Aramburu Marcus Babosa      | Alessandra Kaul Patricia Miller           |
| 1988                                 | Tomáš Zdražila David Rikl             | Patricia Miller Macarena Miranda          |
| 1989                                 |                                       |                                           |
| 1990                                 |                                       |                                           |
| 1991                                 |                                       |                                           |
| 1992                                 |                                       |                                           |
| ↓ Banana-Bowl – Kategorie: Grade 2 ↓ |                                       |                                           |
| 1994                                 | Daniel Melo Ricardo Omana             | Cristina Moros Stephanie Nickitas         |
| ↓ Kategorie: Grade 1 ↓               |                                       |                                           |
| 1995                                 | Mariano Zabaleta Ricardo Schlachter   | Michaela Paštiková Jitka Schönfeldová     |
| 1996                                 | Simon Larose Mariano Puerta           | Lilia Osterloh Samantha Reeves            |
| 1997                                 | Fernando González Nicolás Massú       | Bruna Colósio Cristina Correia            |
| ↓ Kategorie: Grade A ↓               |                                       |                                           |
| 1998                                 | Tomáš Cakl Jiří Vrbka                 | Clarisa Fernández Maria Emilia Salerni    |
| 1999                                 | Jose De Armas Daniel Langre           | Eugenia Chialvo Erica Krauth              |
| 2000                                 | Lee Childs James Nelson               | Eugenia Chialvo Maria Emilia Salerni      |
| 2001                                 | Alejandro Falla Carlos Salamanca      | Petra Cetkovská Barbora Strýcová          |
| 2002                                 | Frederico Gil Leonardo Tavares        | Myriam Casanova Elke Clijsters            |
| 2003                                 | Frederico Gil Chris Kwon              | Larissa Carvalho Soledad Esperon          |
| 2004                                 | Lukáš Lacko Peter Miklusicak          | Alissa Kleibanowa Irina Kotkina           |
| 2005                                 | Piero Luisi David Navarrette          | Bianca-Ioana Bonifate Sharon Fichman      |
| 2006                                 | Jamie Hunt Nathaniel Schnugg          | Klaudia Boczová Kristína Kučová           |
| ↓ Kategorie: Grade 1 ↓               |                                       |                                           |
| 2007                                 | Daniel Evans David Rice               | Tatiana Búa Roxane Vaisemberg             |
| 2008                                 | Gilad Ben-Zvi Cedrik-Marcel Stebe     | Elena Bogdan Nastassja Burnett            |
| 2009                                 | Andrea Collarini Agustín Velotti      | Nataliya Pintusowa Chantal Škamlová       |
| 2010                                 | Duilio Beretta Roberto Quiroz         | Denisa Allertová Pernilla Mendesová       |
| 2011                                 | Juan Ignacio Londero João Pedro Sorgi | Eugenie Bouchard Irina Chromatschowa      |
| 2012                                 | Cristian Garín Gianluigi Quinzi       | Anna Danilina Zuzanna Maciejewska         |
| 2013                                 | Stefan Kozlov Spencer Papa            | Laura Ucros Constanza Vega                |
| 2014                                 | Orlando Luz João Menezes              | Luisa Stefani Renata Zarazúa              |
| 2015                                 | Tomás Barrios Vera Juan José Rosas    | Francesca Di Lorenzo Luisa Stefani        |
| 2016                                 | Ulises Blanch Yōsuke Watanuki         | Mai Hontama Ayumi Miyamoto                |
| 2017                                 | Gianni Ross Danny Thomas              | Elysia Bolton Vanessa Ong                 |
| 2018                                 | Sebastián Báez Clément Tabur          | Mariam Dalakischwili Ania Hertel          |
| 2019                                 | Eliot Spizzirri Tyler Zink            | Natsumi Kawaguchi Shavit Kimchi           |
| ↓ Kategorie: Grade A ↓               |                                       |                                           |
| 2020                                 | Bruno Oliveira Natan Rodrigues        | Ana Geller Guillermina Grant              |
| 2021                                 | Alexander Bernard Dali Blanch         | Kira Pawlowa Diana Schneider              |
| 2022                                 | Aidan Kim Cooper Williams             | Irina Balus Nikola Daubnerová             |
| ↓ Kategorie: J500 ↓                  |                                       |                                           |
| 2023                                 | Federico Cinà Rei Sakamoto            | Francesca Gandolfi Greta Greco Lucchina   |
| 2024                                 | Miguel Tobon Maximo Zeitune           | Olivia Carneiro Jeline Vandromme          |
| 2025                                 | Ronit Karki Jack Satterfield          | Victoria Luiza Barros Joana Konstantinowa |